# Aglaoschema apixara
Aglaoschema apixara là một loài bọ cánh cứng trong họ Cerambycidae.